# Д’Арбо, Жозеф
Жозеф д’Арбо (4 октября 1874, Мерарг, Франция — 2 марта 1950, Экс-ан-Прованс, Франция) — французский поэт и прозаик из Прованса. Был ведущей фигурой в провансальском возрождении, литературном движении девятнадцатого века.

## Биография
Жозеф д’Арбо родился в аристократической семье в Мерарге 4 октября 1874 года. Его отцом был Филипп д’Арбо, а матерью — Мари-Луиза Валер-Мартен.
В десятилетнем возрасте Жозеф отправился на учёбу к иезуитам в Авиньон, затем изучал право в Экс-ан-Провансе.
После нескольких лет общения с молодыми писателями Экс-ан-Прованса, включая Йоахима Гаске, Жозеф д’Арбо уехал в Камарг в 1900 году и стал манадье, как несколькими годами ранее поступил и его дальний кузен Фолько де Барончелли.
В 1918 году он возглавил литературную и культурную ассоциацию фелибров, основанную Фредериком Мистралем (1830—1914) и другими провансальскими писателями для защиты и продвижения языков и литературы Langue d’oc. Газета Le Monde назвала д’Арбо духовным сыном Мистраля.
Д’Арбо писал на провансальском языке и переводил свои произведения на французский язык. Нобелевский лауреат Фредерик Мистраль написал предисловие к сборнику стихов д’Арбо 1913 года «Лавры Арля». Из письма Мистраля к д'Арбо: «Браво, Жозеф, Браво! Все эти благородные Лавры Арля полны живой резвости и победного блеска, как месса вербного воскресенья. У меня от них такое же впечатление, как от огромного шкафа моей матери, бедняжки Делаиды, когда она передо мной, полным любопытства, раскрывала его дверцы и оттуда несся тонкий запах „райских яблочек“, разложенных по полкам, меж рядами белья, для аромата... Да, мой друг, твоя поэзия молода и живуча, она вне того приблизительного и случайного языка, который изучают по книгам...».
Вместе с Эмилем Сикаром д’Арбо также редактировал местный литературный журнал «Le Feu».

## Произведения
- Lou Lausié d’Arle («Le laurier d’Arles»), poèmes, 1906 (grand prix des Jeux Floraux septénaires du Félibrige).
- La Vesioun de l’Uba («La Vision du Nord»), poème.
- Li Rampau d’Aram («Les Rameaux d’airain»), poèmes.
- Jousè d’Arbaud «Nouvè Gardian» («Le Noël du Garde-Bêtes»), Image de Léo Lelée, Soucieta d’Edicioun «Le Feu», Ais de Prouvènço, 1923
- La Caraco («La Caraque»), nouvelles, Le Feu, 1926.
- La Bèstio dóu Vacarés («La Bête du Vaccarès»), nouvelle inspirée de la légende de la bête du Vaccarès, bois d'Emmanuel Poirier, Grasset & Fasquelle, 1926, 2007. ISBN 978-2-246-17684-8.
- La Sóuvagino («La Sauvagine»), contes, 1929.
- La Coumbo («La Combe»), poème.

## Издания на русском языке
- Жозеф д’Арбо Чудище из Ваккареса (пер. Н. Кончаловской) // Иностранная литература. — 1976. — № 6.
- д'Арбо Ж. Чудище из Ваккареса: новеллы; сказки; стихи / Пер. с прованс. и предисл. Н. Кончаловской. — М.: Худож. лит., 1986. — 239 с.

## Память
- Имя Жозефа д’Арбо было присвоено большому количеству улиц. Несколько средних школ и колледжей носят его имя (Баржоль, Салон, Везон-ла-Ромен).
- В Арле был открыт памятник Жозефу д’Арбо.